# ホウライヒメジ
ホウライヒメジ（蓬莱比売知、学名:Parupeneus ciliatus）は、スズキ目 ヒメジ科に分類されるヒメジの一種。

## 名称
ホウライヒメジの標準和名は「蓬莱」からきていると言われており、琉球や伊豆諸島で多く見られたことが由来だと言われている。関西では「メンドリ」と呼ばれることも多い。また、関東では他のウミヒゴイ属の魚とともにいずれも「オジサン」と呼ばれることが多くいが、オジサンとは、異なる種である。

## 分布
日本近海では八丈島、小笠原諸島、千葉県外房域〜屋久島の太平洋沿岸、山形県加茂町、福井県、兵庫県浜坂町、山口県日本海沿岸、福岡県、琉球列島など日本各地に広く分布している。また、海外では台湾、インド洋〜西太平洋（紅海、ペルシャ湾、ハワイ諸島、マーシャル諸島、ライン諸島、イースター島を除く）に分布し、主にサンゴ礁の海藻繁茂域やその外縁に生息する。

## 生態
水深40m位までの沿岸の浅い砂まじりの岩礁やサンゴ礁などの外縁や藻場などに生息する。たまに、水深90m程のところでも見られる。主に夜行性で、単独や小さな群れで生活しているが、オキナヒメジやニザダイなどと一緒にいることもある。主に多毛類や甲殻類などを食べる。下あごのひげを器用に動かし、海底のどろや砂をさぐりえものをさがす。ひげには味らいという味を感じる器官があり、どんな食べ物なのかわかるのではないかと考えられている。

## 特徴
体長は30〜40cmほど。大きいものでは45cm以上。体は側扁していて、やや細長く、吻は長くて口は小さく、頭部の背縁は眼の前辺りから盛り上がっている。下顎には一対の長いひげがあり、長さは前鰓蓋骨の後縁の下まで達している。また、背びれの第一棘は短く、第三棘は長い。体色は赤色や淡い赤色、褐色や緑色を帯びたような淡褐色など変化があるが、腹面は淡い。尾柄の背部には大きな黒色の斑があり、その前には白っぽい斑も見られる。
一見してオキナヒメジとはよく似ているが、ホウライヒメジの吻先が尖っているのに対して、オキナヒメジの吻先は丸くなっている。また、ホウライヒメジの胸びれは尖っているが、オキナヒメジでは丸みを帯びているほか、しりびれの高さも少し低い。尾柄部の暗色の斑は、ホウライヒメジでは普通背面で繋がっていて側線の下まで伸びる傾向にあり、オキナヒメジの斑は背面で切れて体側に分かれる傾向にあるとされている。しかし、これらは個体差もあって、斑だけで見分けることは難しい。

## 料理
派手な魚で一見まずそうだが、独特の風味があっておいしい。鮮度が良いものは身に締りがあり、歯ごたえも良く、淡白だが噛むほどに旨みがにじみだす。見た目通り、速筋から成る白身魚に分類される。
生食
- 刺身
- 寿司
- 霜降り造り

焼いたもの
- 塩焼き
- 若狭焼き
- ムニエル
- ポワレ
- バター焼き

汁物
- 潮汁
- 魚汁 (味噌汁)

その他
- 煮付け
- 炊き込みご飯
- フライ[4][5]